# Ainsi ai-je entendu

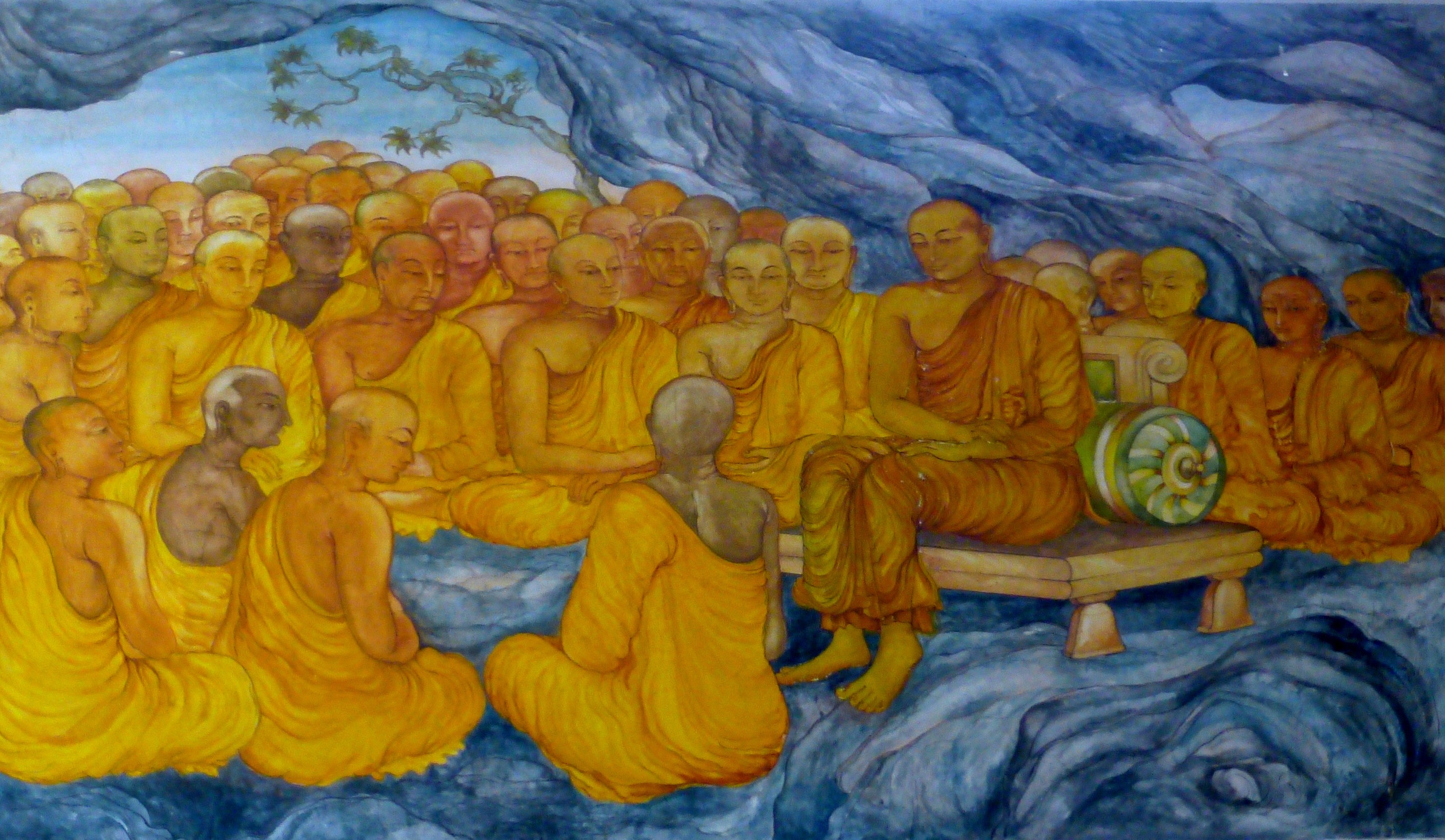
Ānanda récitant les enseignements du Bouddha lors du premier concile bouddhique, et débutant chacun d'eux par « Ainsi ai-je entendu ». Fresque. Site du, Sāvatthī, Inde.

Ainsi ai-je entendu (pāli : evaṃ me sutaṃ ; sanskrit IAST : evaṃ mayā śrūtaṃ) est la traduction la plus courante de la formule introductive de la plupart des sutras bouddhistes. La tradition bouddhiste theravāda soutient qu’elle a été employée pour la première fois par Ānanda, cousin et disciple de Siddharta Gautaama, lorsqu'il a récité les enseignements du Bouddha, au cours du premier concile bouddhique, tenu au Ve siècle av. J.-C., après le parinirvana. La formule doit certifier qu'il s'agissait bien là du témoignage d'une personne ayant entendu elle-même les enseignements du Bouddha. Par la suite, la formule a été reprise dans les sutras du mahāyāna et du vajrayāna, qui commencent à apparaître au début de notre ère.
Toutefois, au cours du XXe siècle, plusieurs indianistes ont émis des réserves, tant en ce qui concerne cette affirmation, que sa mise en relation avec les mots qui la suivent et la complètent. Diverses théories qui s'opposent ont été développées, dans lesquelles les auteurs  tentent de restituer  ce qui était, selon eux, l’esprit originel de cette formule. 

## Histoire
On traduit couramment la formule evaṃ mayā śrūtaṃ qui ouvre de nombreux sūtras par la phrase « Ainsi ai-je entendu ». Sa présence est considérée comme la preuve qu'il s'agit bien d'un sūtra (ou discours) prononcé par le Bouddha historique. C’est une sorte de  «sceau d'authenticité »,. Selon la tradition basée sur les commentaires palis (ceux se rapportant aux textes du Dīgha Nikāya), la formule a été utilisée pour la première fois par Ānanda, lors du premier concile bouddhique qui s’est déroulé à Rājagṛha (l'actuelle Rajgir) au Ve siècle av. J.-C. C’est lors de ce rassemblement que le Tipiṭaka a été établi.
Ānanda était réputé pour avoir une extraordinaire mémoire, et, en sa qualité de plus proche assistant du Bouddha, il s'est vu confier la tâche de rapporteur (sanskrit : saṃgītakāra) de ses enseignements.
La formule est généralement suivie du nom du lieu où le discours a été prononcé, et de celui de l’interlocuteur auquel le Bouddha s’adressait. Dans certains textes du bouddhisme ancien, des formulations presque identiques sont employées, comme « Ceci a été dit par le Bienheureux (Vutaṃ hetaṃ bhagavatā) » dans le recueil de 112 sutras intitulé Itivuttaka (les « Ainsi a-t-il été dit »),,.

## Interprétation et traduction

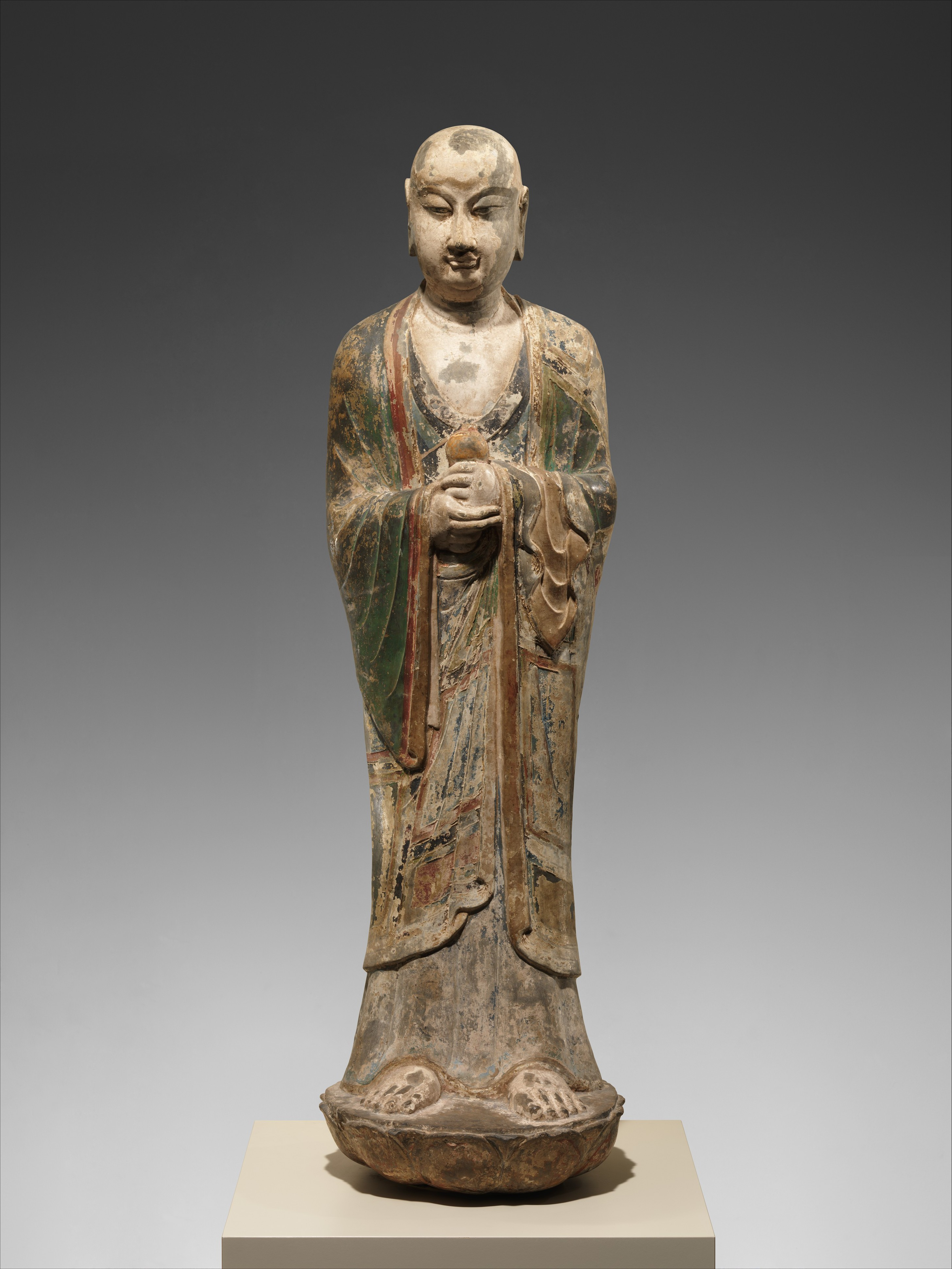
Ānanda. Sculpture en calcaire peint. VIII, dynastie Tang. Metropolitan Musuem of Art.

La formule « Ainsi ai-je entendu » est interprétée et traduite différemment selon les auteurs, dont certains mettent en doute qu’elle ait été en premier lieu prononcée par Ānanda. Selon le moine érudit indien du Ve siècle Buddhaghosa, « Ainsi ai-je entendu » signifie: « Reçu en la présence du Bouddha » (sanskrit : sammukha patiggabitam). »     
Du côté de la recherche, Étienne Lamotte considère que c'est le Bouddha lui-même qui a placé la formule au début de ses discours, pour qu’elle soit véhiculée par l'intermédiaire d’Ānanda, tandis que Jean Filliozat n'est pas d'accord avec l'explication traditionnelle selon laquelle Ānanda est le créateur de la formule, car elle donne plutôt l’impression que ce qui suit est un ouï-dire et non un témoignage direct. Selon lui, elle serait donc plutôt due à un compilateur qui l’aurait ajoutée postérieurement au premier concile. Après avoir comparé entre eux les textes jaïns et bouddhiques, le sanskritiste John Brough conclut, contrairement à Filliozat, que la formule atteste bien que l'on a affaire à un témoignage personnel direct et non à un ouï-dire,. En 1940 déjà, Jean Przyluski  pensait qu'à l'origine la formule pourrait avoir signifié que les discours bouddhiques étaient présentés comme faisant partie de la shruti, la révélation sacrée ; cela tendait selon lui à prouver que les textes bouddhiques étaient considérés comme aussi importants que les védas dans la tradition brahmanique.
John Brough est d'accord avec Przyluski sur le fait que cela a pu jouer un rôle dans le développement de l'expression, mais il conclut que la motivation de se déclarer témoin de l'enseignement du Bouddha pourrait à elle seule l'expliquer de manière adéquate. Il rapporte un récit traditionnel dans lequel les disciples du Bouddha pleurent lorsqu'ils entendent Ānanda prononcer les mots «Ainsi ai-je entendu…» pour la première fois, s'émerveillant d'entendre à nouveau les mots mêmes de leur maître disparu. Les conclusions de Konrad Klaus (de) diffèrent cependant de celles de Brough. Klaus se réfère à un discours du Dīgha Nikāya et à un autre du Majjhima Nikāya, dans lesquels la formule se rapporte à « ce qui a été acquis par la communication d'autrui, et non par expérience personnelle ». Klaus mentionne par ailleurs une autre expression qui signifie bien qu'un discours a été directement reçu de quelqu'un, à savoir : «samukkhā me taṃ ... samukkhā paṭiggahitaṃ », qui signifie « J'ai entendu et appris ceci des propres lèvres de ... », locution souvent utilisée à propos du Bouddha. Selon Klaus, si la formule « Ainsi ai-je entendu … » marque qu’il s’agit bien d’un discours rapportant la parole du Bouddha, cela ne signifie pas forcément qu’elle a été prononcée par celui-ci, même s'il admet que les premiers textes sanskrits contiennent une interprétation de la formule qui fait référence à l'expérience personnelle.

## Ponctuation et sémantique
La bouddhologue américaine Jan Nattier (en) souligne que l’entrée en matière des discours bouddhiques commençant par « Ainsi ai-je entendu… », a fait « couler beaucoup d'encre ces dernières années, en ce qui concerne la ponctuation », les spécialistes ne parvenant pas à s'accorder sur le découpage des groupes de mots et ni sur le nombre de phrases. Parmi les nombreuses hypothèses émises, elle relève « au moins trois options d'interprétation »,.

### Option 1: Première phrase composée de trois mots
« Ainsi ai-je entendu. En ce temps-là, le Bienheureux se trouvait/séjournait à … [+nom du lieu], au/dans …[+ précisions (parc, monastère…)]
(sanskrit : evaṃ mayā śrūtaṃ | ekasmin samaye bhagavān [+ nom du lieu] viharati sma [+précisions (parc, monastère …)],. »

Plusieurs auteurs considèrent que la première phrase est formée des trois mots « evaṃ mayā śrūtaṃ ». Mark Allon, spécialiste en études bouddhistes, défend cette traduction en se basant sur la métrique des modèles de rimes des figures de style. Ces trois mots, en pāli, indiquent la tradition orale par laquelle les discours ont été transmis.
Comme dans de nombreux textes, l’entrée en matière contient des rimes destinées à faciliter la mémorisation, comme par exemple la répétition des sons consonants initiaux (allitération): «evaṃ … ekaṃ» et celle des sons finaux (homéotéleute) : «evaṃ … suttaṃ … ekaṃ … samayaṃ»,. Ces rimes montrent que les deux phrases — la première commençant par « Ainsi…» («evaṃ …») et la seconde par «En ce temps-là» («ekaṃ samayaṃ») — étaient considérées comme deux unités (phrases) distinctes.
Carmen Dragonetti  et Fernando Tola arrivent à la même conclusion : selon eux, un préambule formé des trois mots est contextuellement plus adéquat. Quant à l’universitaire Brian Galloway, il affirme que de nombreux commentateurs tibétains et indiens, tels que Vimalamitra (VIIIe siècle), étaient en faveur d'un préambule en trois mots,.

### Option 2: Première phrase composée de cinq mots
« Ainsi ai-je entendu en ce temps-là. Le Bienheureux se trouvait /séjournait à [+nom du lieu], au/dans [+ précisions (parc, monastère…)] 
(evaṃ mayā śrūtaṃ ekasmin samaye | bhagavān [+ nom du lieu] viharati sma [+précisions (parc, monastère…)]) »

Plusieurs chercheurs estiment que la  phrase d’introduction est en fait composée des cinq mots « evam me sutam ekam samayam » (Ainsi ai-je entendu en ce temps-là,), traduction souvent attribuée à John Brough, mais qui a en fait été proposée pour la première fois par l'orientaliste allemand Alexandre von Staël-Holstein, à partir de textes et commentaires indiens,.
J. Brough s'est à la fois basé sur des traductions tibétaines, des récits Avadāna et les commentaires palis (aṭṭhakathā) et sanskrits.,.
Mais l’indologue allemand Oskar von Hinüber (en) rejette cette interprétation. Il souligne que si, en sanskrit, il est courant de relier deux phrases, cette pratique est inhabituelle en pāli. Von Hinüber affirme en outre que dans les premiers textes pāli, ainsi que dans leurs commentaires, la séparation des deux phrases est en fait assez fréquente, ce que Konrad Klaus confirme.

### Option 3: Une seule phrase sans ponctuation
« Ainsi ai-je entendu en ce temps-là le Bienheureux se trouvait /séjournait à [+nom du lieu], au/dans [+ précisions (parc, monastère…)] (evaṃ mayā śrūtaṃ ekasmin samaye bhagavān [+ nom du lieu] viharati sma [+précisions (parc, monastère…)]) »

Enfin, un troisième groupe estime que la formule introductive ne se limite pas à trois ou cinq mots, mais inclut également tous les autres, formant ainsi une phrase sans ponctuation.
Ce type de traduction, appelée « construction à double articulation », a été proposé par le bouddhologue américain Paul Harrison et le tibétologue néerlandais Tilmann Vetter (nl) , qui ont effectué leurs travaux à partir de traductions en tibétain et de commentaires en sanskrit,,.

## Emploi de la formule par les différentes écoles bouddhistes

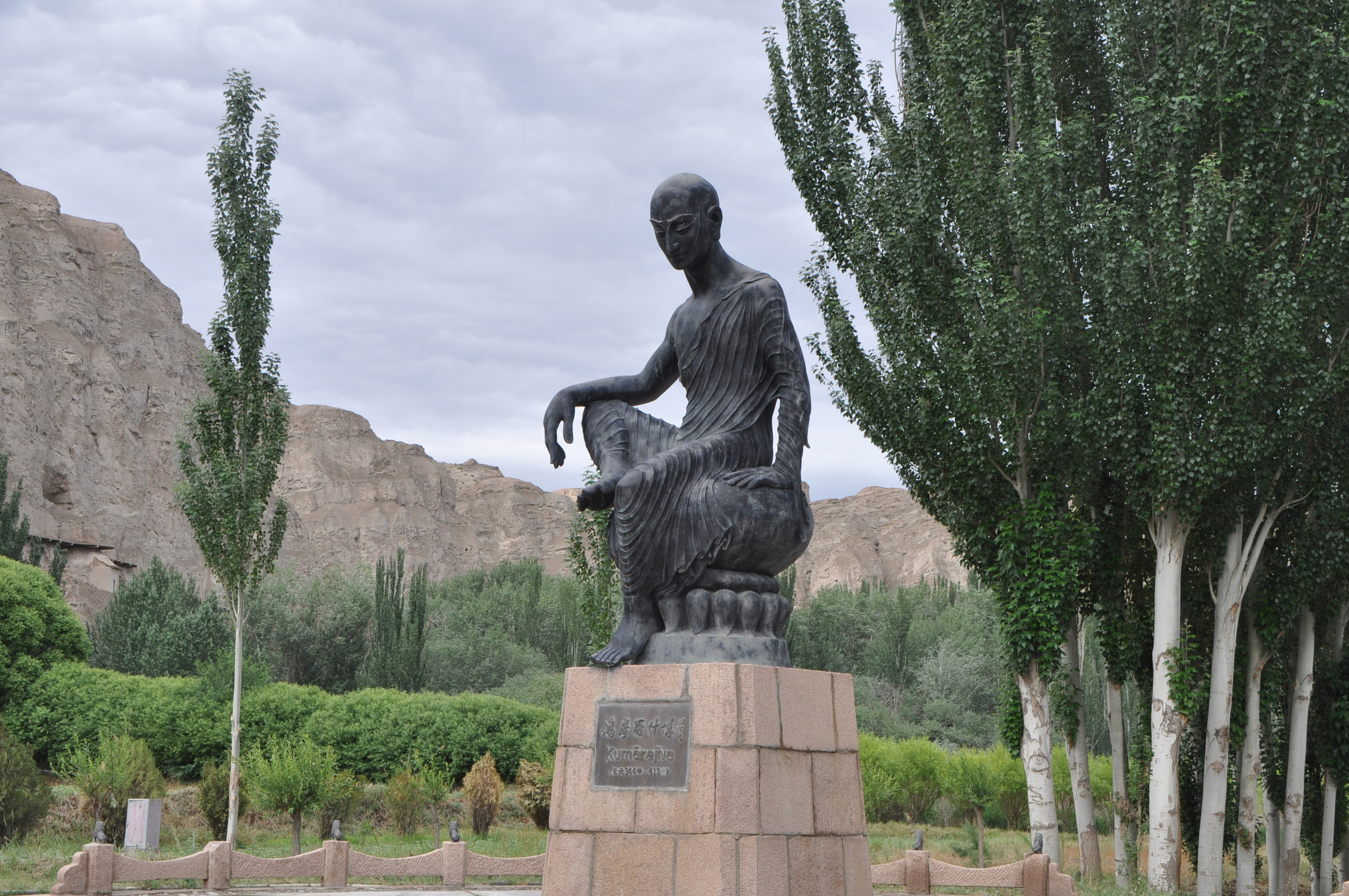
Statue du moine chinois Kumarajiva, placée à l’entrée des Grottes de Kizil, Xinjiang, Chine de l'Ouest.

Les différentes écoles bouddhistes (theravāda, mahāyāna et vajrayāna) font commencer les discours du Bouddha par la formule « Ainsi ai-je entendu ».
Avant le Ve siècle, les traductions chinoises des textes bouddhistes traduisaient souvent la formule standard par « Ainsi entendu » ou « Entendu comme ça » (chinois: 聞如是), en omettant le sujet « Je » (chinois : 我) pour des raisons stylistiques. Vers le IVe  ou  Ve siècle, le moine érudit Kumarajiva a commencé à rendre la formule par « Ainsi / Comme ceci j’entends » (chinois: 如是我聞  rúshìwǒwén), qui depuis lors est devenue la traduction standard en chinois,.
Les traditions mahāyāna et vajrayāna ont par la suite considéré de nombreux discours postérieurs au Bouddha, donc dus à des moines, comme ayant été prononcés par lui. De ce fait, la formule « Ainsi / Comme ceci j’entends » (chinois : 如是我聞  rúshìwǒwén) y a été incluse au même titre que dans tous les autres textes.
Le traité Da zhidu lun (en) (le Traité de la Grande Prajnaparamita), également traduit en chinois par Kumarajiva, recommande aux éditeurs de ne pas manquer de l'insérer.
Souvent, les commentaires mahāyāna précisent que la formule peut non seulement se référer à Ānanda, mais aussi à certains bodhisattvas, comme Mañjuśrī. Cependant, la recherche contemporaine a remis en question la valeur historique de certains de ces commentaires, bien que certains scientifiques n'excluent pas la possibilité qu'une partie du contenu des discours soit effectivement contemporaine du Bouddha.